# Stadio Jesús Bermúdez
Lo stadio Jesús Bermúdez (in spagnolo Estadio Jesús Bermúdez) è uno stadio calcistico di Oruro, in Bolivia, con capienza di 28 000 persone. È intitolato al calciatore Jesús Bermúdez, portiere della nazionale boliviana al campionato del mondo 1930.

## Storia
Sesto stadio della Bolivia per capienza, l'Estadio Jesús Bermúdez fu inaugurato il 7 luglio 1955. Nel 1975 vi si giocarono due incontri della nazionale boliviana, contro il Cile (20 luglio) e il Perù (27 luglio). Ospitò la sua prima partita di Liga del Fútbol Profesional Boliviano il 25 settembre 1977, in occasione della vittoria per 6-0 del San José sul Real Santa Cruz. L'impianto fu anche selezionato per la Copa América 1997: vi si tenne un solo incontro, la finale 3º-4º posto tra Messico e Perù.